# Ekonomika Nepálu
Ekonomika Nepálu je značně závislá na zemědělství a remitencích. Ekonomický vývoj byl komplikován a ovlivňován neustálými změnami politického systému. Izolovaný, agrární Nepál vkročil do nové éry v roce 1951 bez škol, nemocnic, silnic, telekomunikací, elektrické energie, průmyslu nebo státní správy. Od té doby ale země udělala značný pokrok k udržitelnému ekonomickému růstu a také se otevřela ekonomické liberalizaci a zlepšení  životní úrovně. Největšími výzvami pro vyšší ekonomický rozvoj jsou časté změny v politickém vedení a korupce.
Nepál využíval sérii pětiletých plánů pro zlepšení ekonomického rozvoje. V roce 2007 dokončil desátý plán. Hlavním cílem posledních dvou plánů bylo zmírnění chudoby.
Zemědělství zůstává hlavní ekonomickou aktivitou Nepálu. Toto odvětví zaměstnává 66 % práceschopného obyvatelstva a poskytuje třetinu HDP. Hlavními zemědělskými produkty jsou obiloviny, brambory, luštěniny, cukrová třtina, juta, tabák a maso buvolů. Dalším důležitým zdrojem financí jsou remitence, které jsou ve výši čtvrtiny nepálského HDP.
Vláda v květnu 2019 představila v parlamentu své politiky a programy pro nadcházející fiskální rok. Jejich cílem bylo učinit rok 2019-20 rokem „nejrychlejšího rozvojového růstu“ v historii země. Důraz měl být kladen na důsledné monitorování, tvorbu kapitálu, rozvoj projektů a provádění a usnadnění investic. Prezentované politiky předpokládaly také řešení strukturálních překážek hospodářství, zvýšení průmyslové výroby a produktivity, vytváření pracovních příležitostí a zvýšení konkurenceschopnosti vývozu s cílem dosáhnout vyšší růstové trajektorie. Politiky a programy se zavázaly dosáhnout cílů udržitelného rozvoje a učinit z Nepálu zemi se středními příjmy do roku 2030. 

## Přírodní zdroje
Nerostné suroviny Nepálu jsou malé a rozptýlené po celé zemi. Nacházejí se zde naleziště uhlí, železné rudy, mědi, kobaltu, pyritu nebo slídy. Říční systém Nepálu poskytuje nesmírný potenciál pro další hydroelektrický rozvoj, který by se při exportu do Indie (hlavní odběratel nepálské energie) mohl stát pilířem zdejší ekonomiky.

## Zemědělství
Zemědělství zaměstnává většinu nepálské populace, přesto je zemědělská produktivita velmi nízká kvůli nedostatku hnojiv, kvalitních sazenic a technologií. Jelikož velká část obdělávané půdy není zavlažovaná, sklizeň závisí často na rozmarech počasí. Pěstuje se zde hlavně rýže, kukuřice, brambory, cukrová třtina, proso, pšenice. Z hospodářských zvířat se chovají především kozy, ovce, hovězí dobytek a vodní buvoli.

## Lesnictví
Přibližně jedna třetina celkové rozlohy Nepálu je zalesněna, většina této plochy je ve vlastnictví státu. Export dřeva do Indie představuje důležitý zdroj zahraničního kapitálu. Pily spadající pod Timber Corporation of Nepal, státem vlastněný dřevozpracující podnik, pak zásobují stavebním a truhlářským dřevem celé údolí Káthmándú.

## Průmysl
Průmysl v Nepálu patří k menší, nicméně rozvíjející se části ekonomiky. Jedná se většinou o malá odvětví, která jsou založena na zpracování zemědělských produktů. Hlavními centry průmyslu jsou Birātnagar, Birganj nebo Bhairahawā. K významnému odvětví průmyslu patří zpracování jutových vláken. Dále se v Nepálu nachází cukrovary, pily, továrny na zpracování masa. Většina podniků spadá spíše pod soukromý sektor než sektor veřejný.

## Turismus
Stejně jako průmysl, turismus patří v Nepálu k malé, ale neustále se rozvíjející části ekonomiky. Téměř jediným centrem turismu v Nepálu je údolí Káthmándú, kde se nachází hotely a restaurace a které představuje dopravní uzel pro celý Nepál. Dalšími potencionálními centry turismu mohou v budoucnosti být místa jako Pokharā nebo Nārāyani. Hlavním cílem turistů jsou převážně hory. V roce 2018 Nepál navštívili nejvíce turisté z Indie, Číny a Spojených států amerických.

## Zahraniční obchod
Největším obchodním partnerem Nepálu je Indie, za ní pak následuje Čína a Spojené státy americké. Nepál je kvůli své nevýhodné poloze poměrně závislý na Indii, ve které se nachází přístav v Kalkatě, který je pro Nepál nejbližším místem k moři. Nepál se také pokusil navázat obchodní vztahy se zeměmi jako např. Japonsko, Jižní Korea nebo Pákistán.
Vývoz zboží je pro Nepál značnou nevýhodou, neboť infrastruktura je zde na špatné úrovni. To způsobuje, že Nepál je téměř úplně závislý na Indii, kam vedou pozemní komunikace a železniční dráhy. Jediné letiště se nachází v hlavním městě Káthmándú.

## Obchodní spolupráce s ČR
|             | 2015  | 2016 | 2017 | 2018 | 2019 |
| ----------- | ----- | ---- | ---- | ---- | ---- |
| Vývoz z ČR  | 11483 | 3595 | 3604 | 6381 | 3778 |
| Dovoz do ČR | 3559  | 4246 | 2381 | 4272 | 2110 |
| Bilance     | 7922  | -651 | 1222 | 2109 | 1668 |

Hlavními dovozními položkami České republiky za rok 2019 byly oděvy a oděvní výrobky, různé potravinové přípravky, maso a droby, reaktory, kotle a mechanické nástroje. Hlavními vývozními položkami ČR za rok 2019 byly imitace perel a drahokamů ze skla, reaktory, kotle, mechanické nástroje, přístroje pro elektrický záznam a reprodukci zvuku a obrazu.
Hlavní oblastí výměny služeb mezi Nepálem a ČR je cestovní ruch. Nepál je díky nádherné himálajské krajině s osmi z deseti nejvyšších hor světa oblíbenou turistickou destinací horolezců a několik českých turistických kanceláří má Nepál ve svém programu buď jako samostatné zájezdy, nebo v kombinaci se zájezdy do Číny anebo Indie. Počty turistů z české strany se ročně pohybují v řádech tisíců.
Obchodní dohoda mezi oběma státy z roku 1983 byla ukončena v souvislosti s přístupem ČR k EU. V lednu 2015 byla podepsána Dohoda o spolupráci mezi Ministerstvem průmyslu a obchodu České republiky a Ministerstvem financí Nepálu, která se stala základem pro širší dvoustrannou spolupráci a zároveň založila možnost ustavení Smíšené česko-nepálské komise pro ekonomickou spolupráci. 